# Swedish Open 1974
Swedish Open 1974 - чоловічий тенісний турнір, що проходив на відкритих кортах з ґрунтовим покриттям у Бостаді (Швеція). Належав до турнірів Group B в рамках серії Grand Prix 1974. Це був 27-й турнір Swedish Open і тривав з 8 липня до 14 липня 1974 року. Бйорн Борг здобув титул в одиночному розряді.

## Фінальна частина

### Одиночний розряд
Бйорн Борг —  Адріано Панатті 6–3, 6–0, 6–7, 6–3
- It was Borg's 6-й титул в одиночному розряді за сезон and of his career.

### Парний розряд
Паоло Бертолуччі /  Адріано Панатті —  Ове Нільс Бенгтсон /  Бйорн Борг 3–6, 6–2, 6–4